# Fortunato de Selgas Albuerne
Fortunato de Selgas Albuerne (ur. 21 lub 27 września 1838 w Cudillero, zm. 7 listopada 1921 w Madrycie) – hiszpański historyk, archeolog i mecenas sztuki. 
Urodził się w Cudillero, w dobrze usytuowanej rodzinie. Był przedostatnim z siedmiorga dzieci Juana Selgasa Campo i Josefy Albuerne Garcíi. Dzięki finansowemu wsparciu swojego brata Ezequiela, Fortunato uczył się i uzyskał maturę w Oviedo, a następnie w 1864 ukończył prawo cywilne i kanoniczne na Uniwersytecie w Oviedo. Mieszkał w Madrytem i Cudillero, a dzięki rodzinnej fortunie mógł poświęcić się historii, archeologii i sztukom pięknym. Ożenił się z Maríą Marín Gisbert, z którą miał troje dzieci: Ezequiela, José i Juana Selgas Marín.
W 1883 roku rozpoczął budowę zaprojektowanej przez siebie rodzinnej rezydencji zwanej La Quinta de Selgas na ziemi odziedziczonej po rodzicach. Do posiadłości dodano inne grunty, na których rodzina Selgas zainicjowała budowę m.in. kościoła, szkoły i koszarów. Wraz z bratem kierował zarówno budową, jak i dekoracją pałacu, w stylu eklektycznym, w większości z wpływami francuskimi. Podjął się również nabycia licznych dzieł sztuki, inicjując w ten sposób imponującą rodzinną kolekcję sztuki, w której znajdują się dzieła Goi, El Greca, Luca Giordano, Vicentego Carducha i Corrado Giaquinto, łącznie prawie 200 obrazów ze szkół włoskiej, francuskiej, flamandzkiej i hiszpańskiej od XV do XVIII wieku. Obecnie La Quinta de Selgas jest siedzibą Fundacji Selgas-Fagalde otwartą dla publiczności jako muzeum.
Od 1878 należał do instytucji kultury Ateneo de Madrid. Był dyrektorem Narodowego Muzeum Rzeźby w Valladolid, członkiem Królewskiej Akademii Historii (od 1885) i Królewskiej Akademii Sztuk Pięknych św. Ferdynanda (od 1906) i Real Academia de Bellas Artes y Ciencias Históricas de Toledo.

## Publikacje
- Jovellanos, considerado como crítico de bellas artes (1883)
- La primitiva basílica de Santianes de Pravia (Oviedo) y su panteón regio (1902)
- Origen, fuero y monumentos de Avilés (1907)
- Monumentos ovetenses del siglo IX (1908)
- La basílica de San Julián de los Prados (Santullano) en Oviedo (1916)